# Syrnena Gora
Syrnena Gora (bułg. Сърнена гора) – pasmo górskie we wschodniej Bułgarii.
Syrnena Gora to wschodnia część łańcucha górskiego Srednej Gory. Rozciąga się między przełomową doliną górnej Strjamy na zachodzie a zakolem Tundży na wschodzie. Jest najdłuższą (153 km), najniższą (szczyt Bratan – 1236 m n.p.m.) i najwęższą częścią tego łańcucha.